# IC 4783
IC 4783 ist eine Spiralgalaxie vom Hubble-Typ Sbc im Sternbild Pfau am Südsternhimmel. Sie ist schätzungsweise 247 Millionen Lichtjahre von der Milchstraße entfernt.
Das Objekt wurde am 16. September 1901 von DeLisle Stewart entdeckt.